# Цілком серйозно
«Цілком серйозно» (рос. Совершенно серьёзно) — радянський комедійний кіноальманах 1961 року, що складається з п'яти фільмів-новел.

## Сюжет
Комедійний альманах, що складається з п'яти кіноновел. Поставлені вони різними режисерами під художнім керівництвом класика режисури Івана Пир'єва.

### «Як створювався Робінзон» (фейлетон)
(Автор сценарію і режисер — Ельдар Рязанов)
Комедія за фейлетоном Іллі Ільфа і Євгена Петрова про всесильну роль редактора, який примудрився з роману про радянського Робінзона викинути… самого Робінзона.
Редактору ілюстрованого журналу «Пригодницька справа» хочеться прикувати увагу молодіжного читача, проте наявні в запасі твори («7 днів всередині акули», «В обіймах анаконди» і «Літаючі сервізи») не відповідають цій вимозі. Тоді редактор вирішує запросити письменника Молдаванцева і замовити йому роман про радянського Робінзона Крузо.
У призначений термін твір готовий, однак редактор залишається незадоволеним відсутністю на безлюдному острові місцевкому, профспілки, громадськості і працівників…

### «Історія з пиріжками» (кіножарт)
(Сценарій — Еміль Брагінський і Вільям Козлов, режисер — Наум Трахтенберг, оператор — Савва Куліш)
Комедія про невдаху покупця, який примудрився з'їсти пиріжки, поки стояв в черзі до каси.
У магазині самообслуговування голодний покупець бере 2 пиріжка по 5 копійок і, стоячи в черзі до каси, з'їдає їх. Касирка відмовляється брати гроші за товар, якого не бачить, але й покупець виявляється принциповим…

### «Іноземці» (кінофейлетон)
(Сценарій — Борис Ласкін, режисер — Едуард Змойро)
Кінофейлетон про радянських стиляг.
Молода людина «підчіплює» іноземця, кличе його до себе додому і разом з приятелями готується обміняти російські сувеніри на закордонні «шмотки».
В результаті іноземець виявляється радянським журналістом, який готує на цю тему фейлетон в центральній газеті.

### «Смачного»
(Сценарій — Володимир Диховичний і Моріс Слобідський, режисер — Володимир Семаков)
Новела про культуру обслуговування.
Офіціантка вкрай неохоче обслуговує літнього клієнта, попутно обговорюючи з колегами передачу на радіо, в якій колишній офіціант розповідав про «колишні» порядки, коли купці могли знущатися над офіціантами, а за найменшу провину виганяли.
В кінці з'ясовується, що цей літній клієнт і є колишній офіціант, який вів радіопередачу.

### «Пес Барбос і незвичайний крос»
(Автор сценарію і режисер — Леонід Гайдай)
Ексцентрична комедія по фейлетону Степана Олійника. Перша поява на екранах знаменитої трійці.
Приятелі Боягуз, Бовдур і Бувалий з псом Барбосом вирушили відпочити на природу і там вирішили порибалити з динамітом, проте все пішло не так, як вони планували.

## У ролях
«Як створювався Робінзон»
- Анатолій Папанов — редактор
- Сергій Філіппов — письменник Молдаванцев
- Зіновій Гердт — закадровий текст від автора  (в титрах не вказаний)

«Історія з пиріжками»
- Ростислав Плятт — Філонов, покупець
- Георгій Георгіу — директор магазину
- Борис Новиков — зав. відділом
- Емілія Трейвас — зав. секцією
- Світлана Харитонова — Тонечка, касир
- Рина Зелена — жінка в черзі

«Іноземці»
- Володимир Кулик — Жора Волобуєв, стиляга
- Марія Миронова — мати Жори
- Марія Кравчуновська — бабуся Жори
- Олександр Бєлявський — Френк, журналіст
- Ілля Рутберг — Едик Косий, стоматолог-стиляга
- Тетяна Бєстаєва — Мері, стиляга

«Смачного»
- Серафим Анікєєв — відвідувач, колишній офіціант
- Марина Полбєнцева — офіціантка
- Ольга Вікландт — буфетниця

«Пес Барбос і незвичайний крос»
- Євген Моргунов — Бувалий
- Георгій Віцин — Боягуз
- Юрій Нікулін — Бовдур

Немає в титрах
- Пес Брьох — пес Барбос
- Георгій Мілляр — інспектор Рибнагляду в човні

## Знімальна група
- Художній керівник: Іван Пир'єв
- Сценарій: Ельдар Рязанов, Еміль Брагінський, Вільям Козлов, Борис Ласкін, Володимир Диховичний, Моріс Слобідський,Леонід Гайдай
- Режисер: Ельдар Рязанов, Наум Трахтенберг, Едуард Змойро, Володимир Семаков, Леонід Гайдай
- Оператор: Леонід Крайненков, Сава Куліш, Володимир Боганов, Анатолій Ниточкін, Костянтин Бровін
- Композитор: Анатолій Лєпін, Богдан Троцюк, Євген Крилатов, Аркадій Островський, Микита Богословський, Олександр Зацепін